# Солиман, Валид (писатель)
Валид Солиман (араб. وليد سليمان‎ Walid Soliman) — переводчик и писатель, родился 11 апреля 1975 года в Тунисе (Тунис).
Валид Солиман окончил колледж «Садикия» (первая современная средняя школа в Тунисе, основанная в 1875 году). По окончании учёбы в университете по специальности: английский язык и литература, получил диплом переводчика Высшего лингвистического учебного заведения (Тунисский Университет І).
Благодаря владению несколькими языками и глубоким знаниям, полученным из источников литературы и произведений мировых мыслителей, он смог обеспечить для себя видное место в туниской культурной среде, которую он обогащает благодаря своим переводам известных писателей (Хорхе Луис Борхес, Шарль Бодлер, Габриэль Гарсиа Маркес, Андре Бретон, Марио Варгас Льоса и др.).
Помимо переводов на арабский язык, Валид Солиман перевёл произведения многих тунисских и арабских поэтов на французский и английский языки. В данный момент он готовит книгу: «Хрестоматия тунисской поэзии» (на французском языке).
Кроме того, Валид Солиман является бывшим Главой Тунисской ассоциации кинематографической критики, а также автором многих статей культурной прессы в Тунисе и на международной арене.
Опубликованные произведения:

— Le troubadour des temps modernes (2004 г.) на фр. языке

— Les griffes des eaux (2005 г.) на фр. языке
В работе:

— Хрестоматия сюрреалистической поэзии (на арабском языке)

— Хрестоматия сюрреалистической поэзии (на французском языке)